# Hans Karl Briegleb

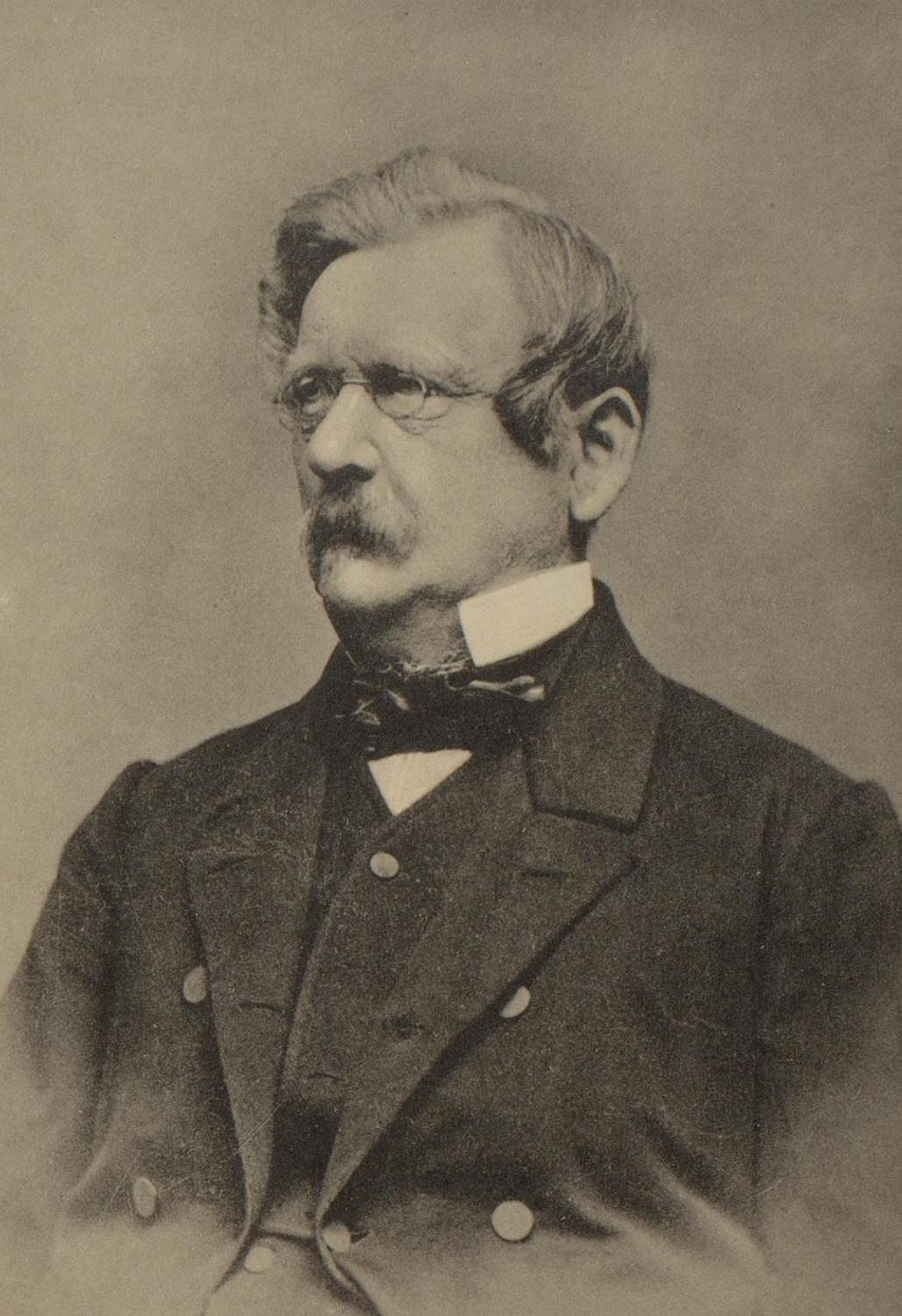
Hans Karl Briegleb

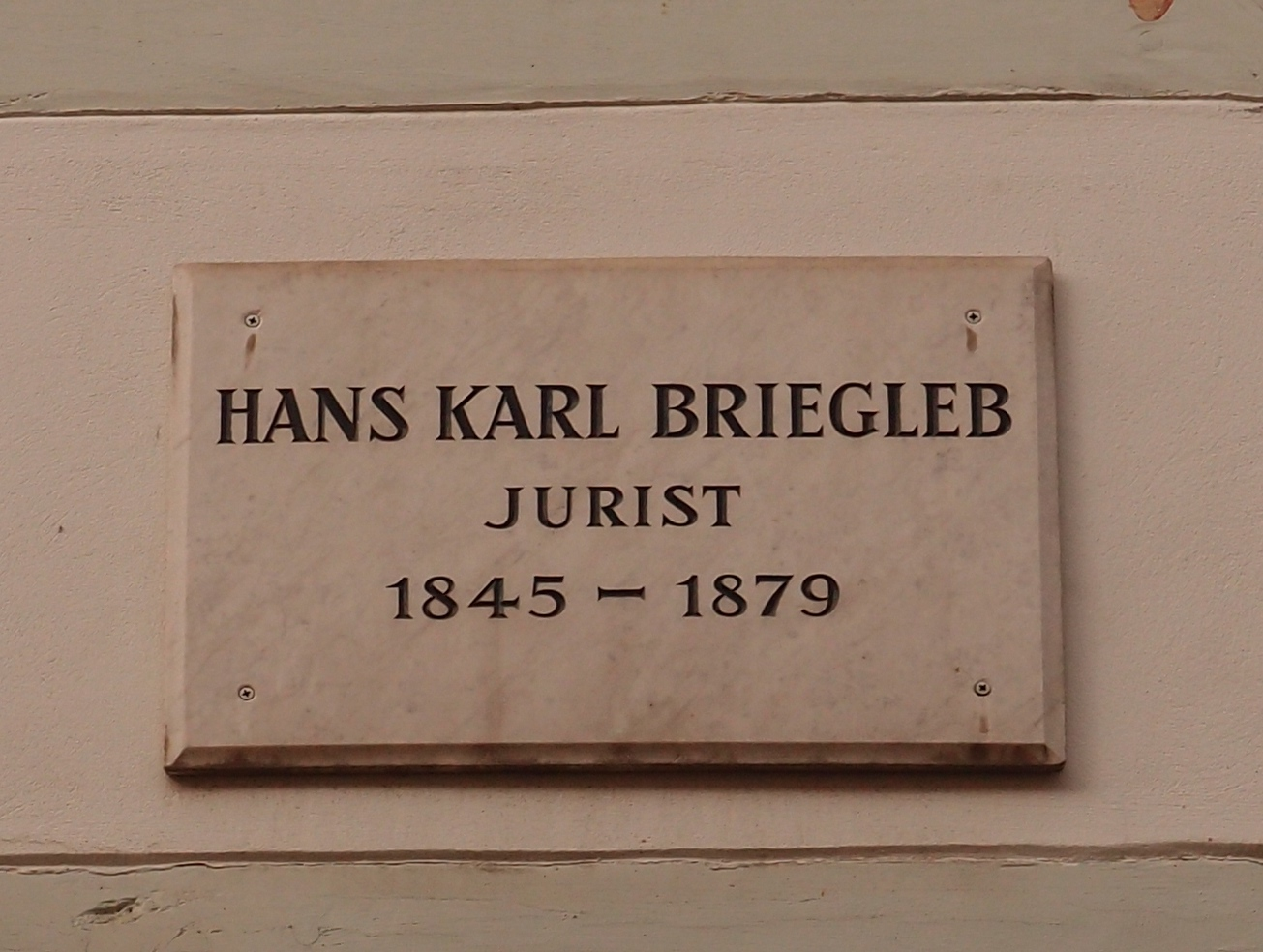
Göttinger Gedenktafel für Hans Karl Briegleb, Gotmarstraße 1

Hans Karl Briegleb (* 1. Mai 1805 in Bayreuth; † 5. September 1879 in Göttingen) war ein deutscher Jurist und Politiker.

## Leben
Als Sohn eines Justiz-Amtmanns geboren, studierte Briegleb nach dem Besuch des Gymnasiums in Bayreuth Theologie und Rechtswissenschaften in Erlangen, Heidelberg und Jena. Während seines Studiums wurde er 1822 Mitglied der Alten Erlanger Burschenschaft, 1825 der Alten Heidelberger Burschenschaft und 1830 der Burschenschaft Germania Jena. Aufgrund seiner Tätigkeit im Vorstand der Erlanger Burschenschaft bekam er 1824 das Consilium abeundi. In Jena war er an der Spaltung der Burschenschaft in Arminen und Germanen beteiligt. 1832 wurde er zum Dr. iur. promoviert und arbeitete dann als Advokat in Nürnberg. 1837 wurde er Mitglied der Bayerischen Abgeordnetenkammer. 1842 wurde er ordentlicher Professor der Rechtswissenschaften in Erlangen, dann ab 1845 in Göttingen. 1849 wurde er Mitglied der Ersten Kammer der Hannoverschen Ständeversammlung.